# Tom Wolf
Thomas Westerman Wolf, detto Tom (Mount Wolf, 17 novembre 1948), è un politico e imprenditore statunitense, governatore della Pennsylvania dal 2015 al 2023.

## Biografia
Nato a Mount Wolf, ha frequentato la Hill School a Pottstown nel 1967. Nel 1972 riceve la laurea magna cum laude al Dartmouth College ad Hanover, nel New Hampshire, nel 1978 il Master of Philosophy e nel 1981 il dottorato di ricerca in scienze politiche.
Nel 1985, Wolf e altri 2 soci acquistano la Wolf Organisation, e nel frattempo, Wolf diventa consigliere sullo sviluppo economico nella Commissione Legislativa sulle Scuole Pubbliche della Pennsylvania sotto il Governatore Bob Casey Sr. 

## Carriera politica

### Segretario delle Entrate della Pennsylvania e ritorno all'imprenditoria (2007-2013)
Successivamente, nel 2006 Wolf vende la propria quota societaria ad un fondo di private equity, dal momento che nel gennaio 2007 diviene ufficialmente Segretario delle Entrate della Pennsylvania su nomina del Governatore Ed Rendell. Si dimette dall'incarico l'anno successivo, per recuperare le proprie quote societarie nella Wolf Organisation, che era entrata in bancarotta: questa situazione non gli ha permesso di correre alle elezioni governatoriali del 2010, proposito che aveva intenzione di realizzare.

### Governatore della Pennsylvania (2015-2023)
Nonostante ciò, Wolf continua ad essere nel board della propria organizzazione fino al dicembre 2013, quando si dimette per seguire la propria corsa per l'incarico di Governatore: dopo aver presentato la sua candidatura a Governatore della Pennsylvania nel 2013, alle elezioni dell'anno successivo vince battendo con il 54,9% dei voti il governatore repubblicano in carica Tom Corbett, fermo al 45% delle preferenze. La vittoria di Wolf era preannunciata dai sondaggi, che lo vedevano staccare di diversi punti percentuali Corbett, e inoltre Wolf è riuscito a catalizzare diversi voti in aree tradizionalmente repubblicane (Pennsylvania centro-settentrionale). Wolf inoltre rappresenta il primo candidato che riesce a sconfiggere un Governatore uscente da quando la legge permette agli uscenti di ricandidarsi per un secondo mandato consecutivo dal 1968.
Dopo la vittoria ha assunto le funzioni di Governatore della Pennsylvania il 20 gennaio successivo. 

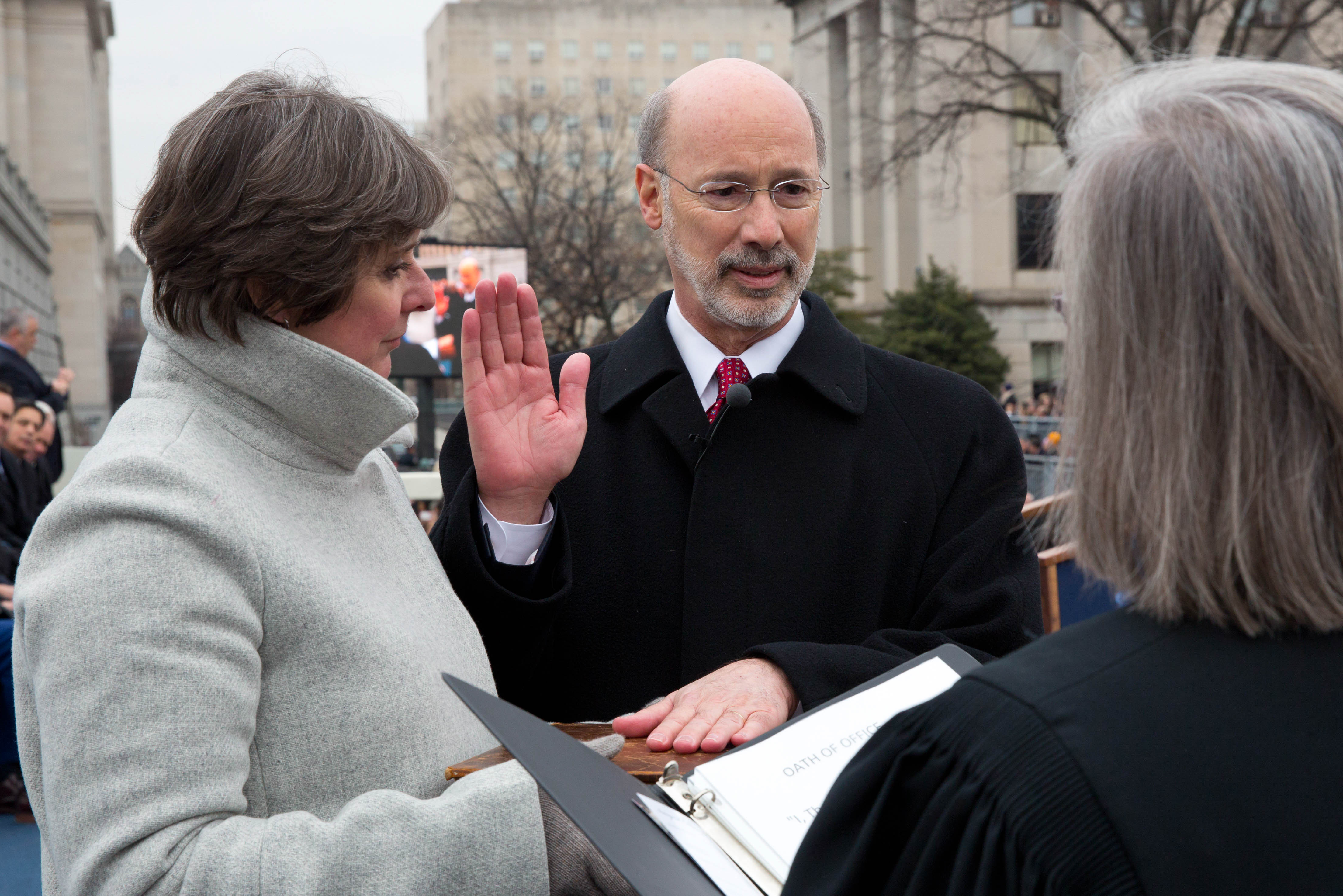
Prima cerimonia di insediamento di Wolf da Governatore. 20 gennaio 2015

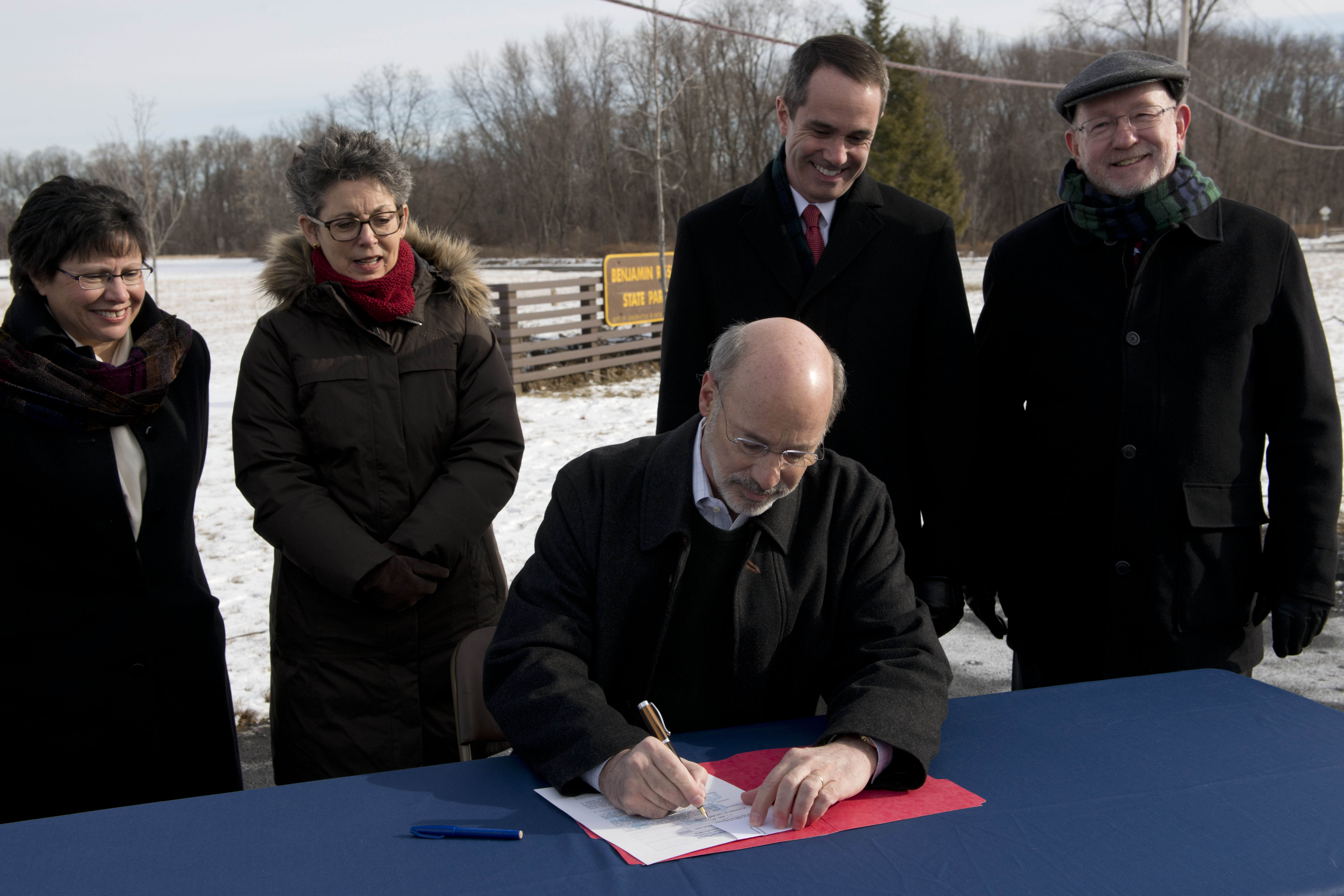
Il Governatore Wolf firma un ordine esecutivo il 29 gennaio 2015 a Filadelfia

Nel 2018 viene riconfermato per un secondo mandato, battendo con il 57,7% dei voti il candidato repubblicano Scott Wagner, fermo invece al 40% delle preferenze. Wolf dimostra nelle elezioni da uscente di essere riconfermato con una percentuale superiore rispetto a quella nelle elezioni in cui si candidava per la prima volta.

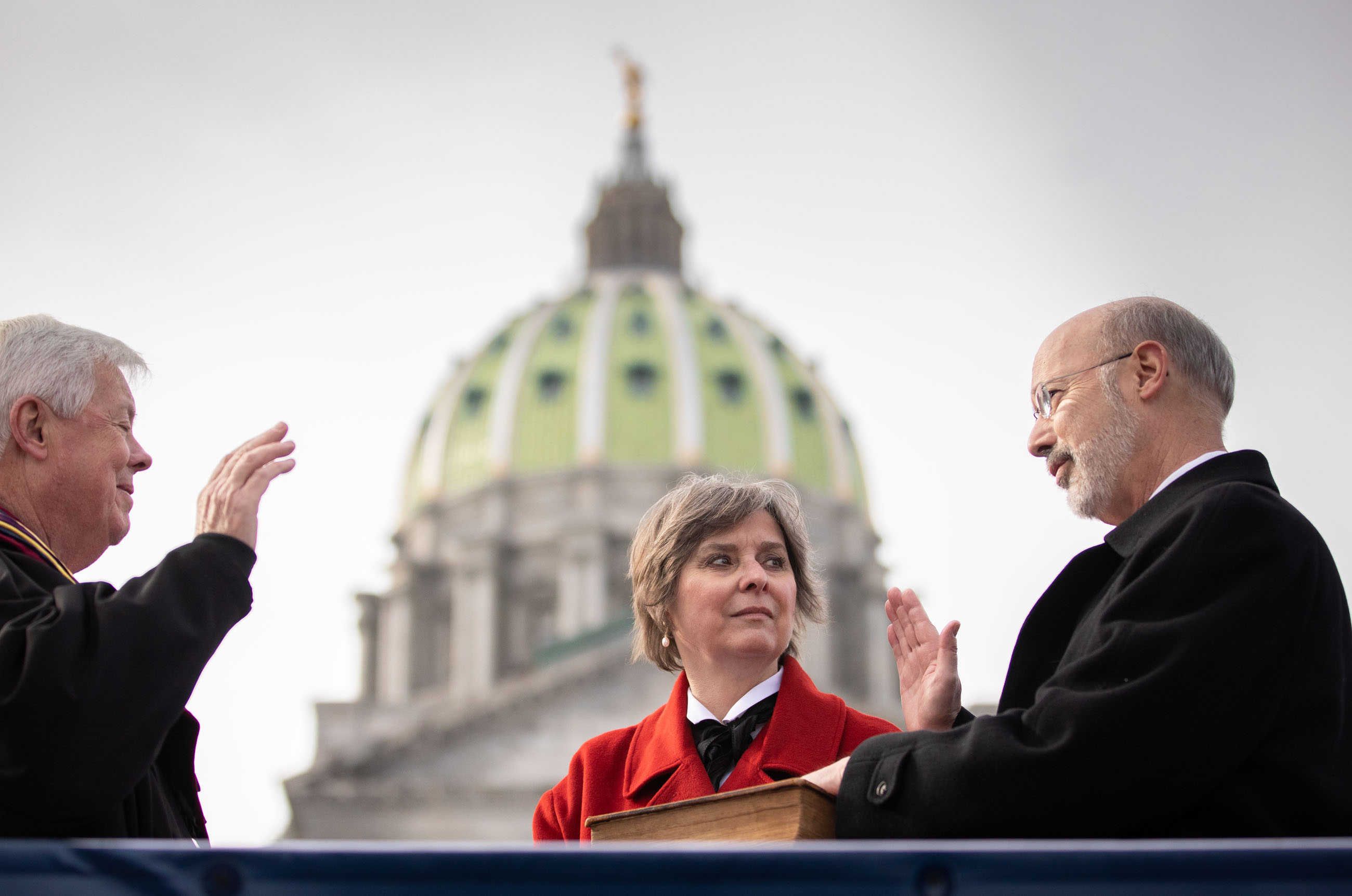
Seconda cerimonia di insediamento di Wolf da Governatore della Pennsylvania. Harrisburg, 15 gennaio 2019

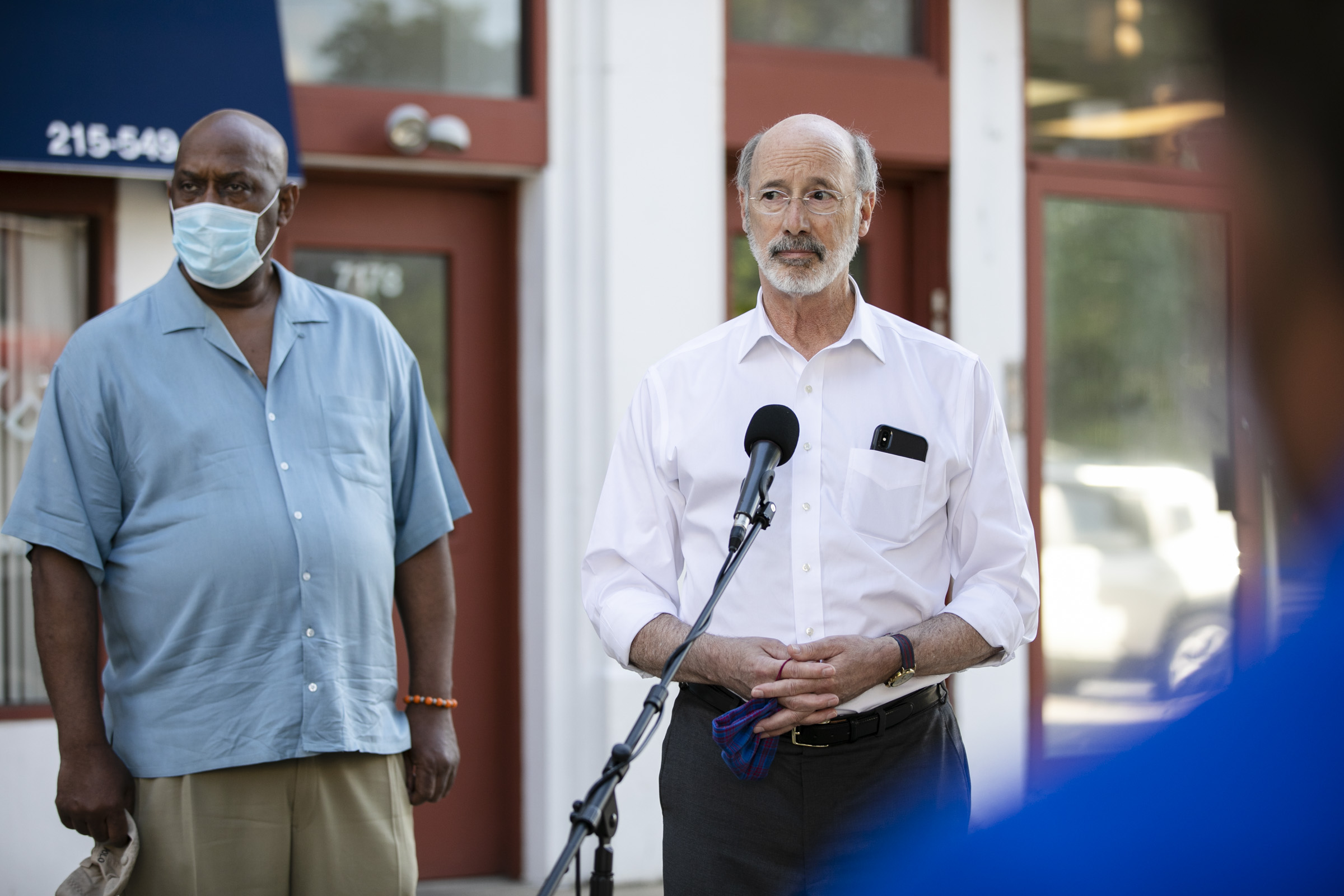
Il Governatore Wolf tiene un discorso a Filadelfia il 15 giugno 2020

Assume le funzioni di Governatore, rinnovandole nel gennaio 2019 e mantenendole fino al 17 gennaio 2023: dopo 8 anni di mandato da Governatore e 2 mandati, Wolf cede il testimone al collega di partito Josh Shapiro (Attorney General nel gabinetto di Wolf dal 2017 al 2023), vincitore delle elezioni governatoriali del 2022.